# Fitzwilliam Virginal Book

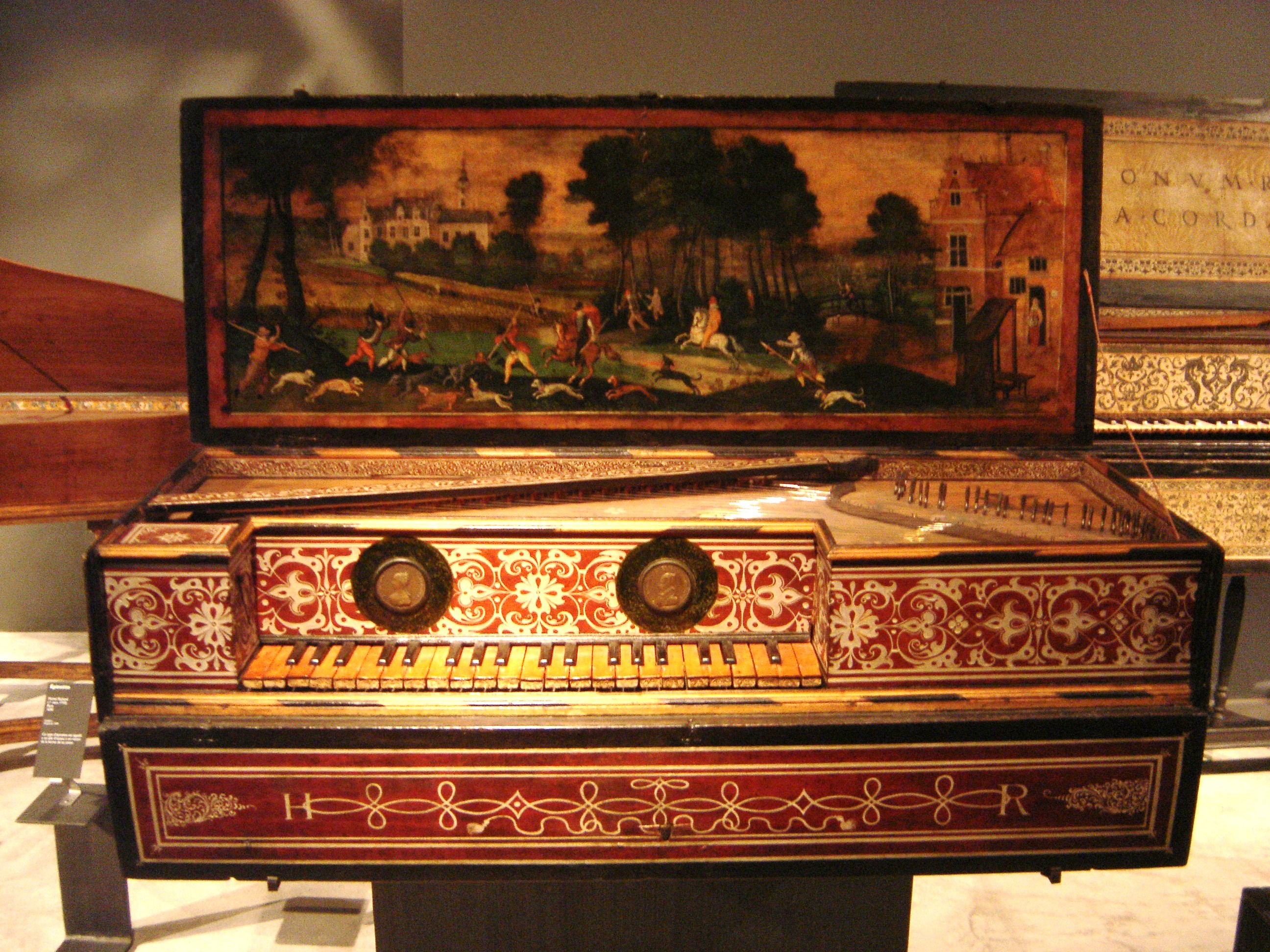
Virginale di Hans Ruckers 1583 (Parigi, Museo della musica).

Il Fitzwilliam Virginal Book è una delle prime fonti musicali inglesi per tastiera del tardo periodo Elisabettiano e della prima fase del regno di Giacomo I d'Inghilterra, la quale rappresenta il collegamento tra la tarda musica rinascimentale e la prima musica barocca. Prende il nome dal visconte Fitzwilliam che trasmise questa collezione di manoscritti alla Università di Cambridge nel 1816. Ora si trova al Fitzwilliam Museum di Cambridge.

## Storia
Una volta chiamato Queen Elizabeth's Virginal Book, tale titolo è stato in seguito abbandonato perché si accertò che Elisabetta I non l'aveva mai posseduto, e quindi fu in seguito pubblicato dai copisti senza titolo. Si credeva inoltre che fosse la raccolta di un suonatore amatore di tastiera del primo diciassettesimo secolo chiamato Francis Tregian il giovane, che probabilmente ha copiato l'intera opera durante la prigionia tra il 1609 e il 1619 per le sue simpatie cattoliche (tuttavia la sua paternità è stata disputata). Fino alla pubblicazione di Parthenia nel 1612, non era presente in Inghilterra nessun'altra raccolta di pezzi per tastiera di questo tipo; precedentemente, la maggior parte delle raccolte di pezzi per tastiera erano redatti dagli stessi esecutori: esempi sono Will Forster's Virginal Book, Clement Matchett's Virginal Book, e William Tisdale's Virginal Book.
Quest'opera include musica datata tra il 1562 e il 1612 composta da John Bull, William Byrd, William Tisdale, Orlando Gibbons, Giles Farnaby (del quale sono contenuti 51 dei suoi 52 pezzi conosciuti), Martin Peerson, Peter Philips e da Jan Pieterszoon Sweelinck, assieme a tanti altri. Ci sono 297 pezzi distinti (di fatto 298: un pezzo è numerato, ma è assente la partitura. Stranamente, l'edizione Maitland Squire numera il 182 due volte). Come molti manoscritti dell'epoca, i pezzi non erano scritti per uno strumento specifico, e molti hanno una buona resa su tutti gli strumenti dell'epoca, quali il virginale, il clavicembalo, il clavicordo e l'organo da camera. Gran parte di questi pezzi sono molto brevi, come nell'uso dell'epoca, altri invece hanno titoli buffi e memorabili, dei quali vale la pena citare:
- Put Up Thy Dagger, Jemy di Giles Farnaby
- The New Sa-Hoo di Giles Farnaby
- Quodlings Delight di Giles Farnaby
- Nobody's Gigge di Richard Farnaby
- Pakington's Pownde (Anonimo)
- The Irishe Dumpe (Anonimo)
- The Ghost di William Byrd;
- The Earle of Oxford's Marche di William Byrd
- Worster Braules di Thomas Tomkins
- Lachrymae Pavan di John Dowland, arrangiata da Giles Farnaby e da William Byrd.

## Le edizioni
Nel 1899, Breitkopf & Härtel pubblicò un'edizione in due volumi (edizione Maitland Squire) con uno stringato commento critico, ripubblicati in seguito da Dover Publications a buon mercato; questa edizione contiene però molti errori, nonostante le revisioni nella seconda edizione. Nel 2020 presso Lyrebird Music è stata pubblicata una nuova edizione in tre volumi a cura di Jon Baxendale e Francis Knights. Un facsimile in microfilm del manoscritto si trova in The music collections of the Cambridge libraries. Musica Britannica nel 2017 ha pubblicato un volume dedicato al manoscritto dal titolo Keyboard Music from Fitzwilliam Manuscripts a cura di Christopher Hogwood e Alan Brown.
Gran parte di questa raccolta deve ancora essere registrata; tuttavia, è in corso un'edizione integrale da parte di Francis Knights eseguita su virginale, clavicembalo, clavicordo e organo.

## I brani contenuti nel libro
Per ogni compositore, viene seguito l'ordine col quale i brani sono organizzati nella raccolta.

### Anonimi
- Alman
- Pavana M[al] S[ims][5]
- Barafostus' Dreame
- Muscadin
- Alman
- Galiarda
- Praeludium, El. Kyddermynster
- Praeludium
- The Irishe Hoe-Hoane
- Veni
- Heavene and Erthe
- [Exercise]
- Praeludium
- Praeludium
- Why Aske Yow

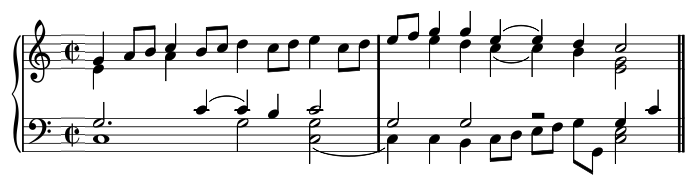
Incipit di "King's Morisco" (sconosciuto l'autore), inserita come n. 247 della raccolta

- [deest owing to an error in numbering]
- Pakingtons Pownde
- The Irish Dompe
- Watkins Ale
- Can Shee
- A Toye
- An Almain
- Corranto
- Alman
- Corranto
- Corranto
- Corranto
- Daunce
- Praeludium
- Martin Sayd to his Man
- Coranto
- Corranto
- Corranto
- Corranto
- Corranto
- Alman
- Nowels Galliarde
- The Kynges Morisco
- Alman
- A Toye
- Corranto
- Ladye Riche
- Corranto
- A Toye
- Allemanda
- Dalling Alman

### Doctor John Bull
- Walsingham

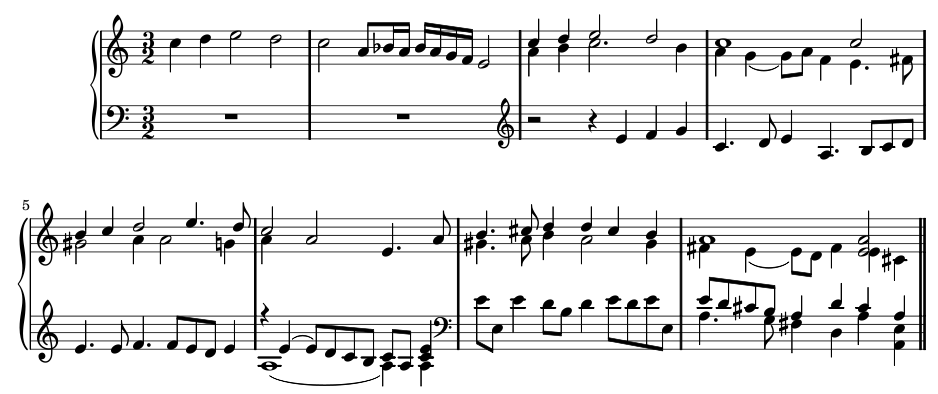
Inizio di "Walsingham", il primo brano della raccolta

- Galliarda to my Lorde Lumlyes Pavan
- Pavana
- Galiarda
- The Quadran Pavan
- Variation of the Quadran Pavan
- Galiard to the Quadran Pavan
- Pavan
- Galiard to the Pavan
- Sainte Thomas Wake
- Praeludium
- Fantasia
- Praeludium
- Gloria tibi trinitas
- Salvator Mundi
- Galliarda
- Variatio
- Galliarda to the Pavan
- In Nomine
- Christe Redemptor
- The Kynges Hunt
- Pavana
- Galiarda
- Dr Bulls Juell
- The Spanyshe Paven
- The Duke of Brunswykes Alman
- Pypers Galiarde
- Variatio ejusdem
- Praeludium
- Galiarda
- Galiarda
- A Gigge, Doctor Bulls My selfe
- A Gigge
- Praeludium
- Praeludium
- Ut, re, mi, fa, sol, la
- The Duchesse of Brunswykes Toye
- Miserere in three partes

### Ferdinando Richardson
- Pavana
- Variatio
- Galiarda
- Variation
- Pavane
- Variatio
- Galiarda
- Variatio

### Giles Farnaby
- Pavana (Robert Johnson intavolata da Giles Farnaby)
- The K[ing's] Hunt
- Spagnioletta
- For tow virginals
- Daphne
- Pawles Wharfe
- Quodlings Deligte
- Putte upp thy Dagger, Jemy
- Bony sweete Robin
- Fantasia
- Wooddy Cocke
- Rosasolis
- Alman (Robert Johnson intavolata da Giles Farnaby)
- The Nuwe Sa-Hoo
- Giles Farnabyes Dreame
- His Rest
- His Humoure
- A Maske
- A Maske
- Fantasia
- A Maske
- Fantasia
- Loth to departe
- Fantasia
- Fantasia
- Ay me, poore Heart
- Fantasia
- Walter Erles Pavan
- The L. Zouches Maske
- Grownde
- Upp T[ails] all
- Tower Hill
- Praeludium
- A Gigge
- Galliarda
- A Toye
- Farnabyes Conceite
- Telle Mee, Daphne
- Mal Sims [pavana]
- Rosseters Galiarde
- The Flatt Pavan
- Why aske yow
- Farmers Pavan
- The Olde Spagnoletta
- Meridian Alman
- Fantasia

### John Munday
- Fantasia
- Fantasia, Faire Weather, ecc.
- Robin
- Goe from my windowe
- Mundays Joye

### Peter Philips
- Tirsi, di Luca Marenzio. Prima parte intavolata di Peter Philips.
- Freno
- Così morirò
- Fece da voi
- Pavana Pagget
- Galiarda
- Passamezzo Pavana
- Galiarda passamezzo
- Chi farà fede al Cielo, di Alessandro Striggio
- Bon Jour mon Cueur, di Orlando di Lasso
- Pavana Dolorosa, Treg[ian set by]
- Galiarda Dolorosa
- Amarilli, di Julio Romano (Giulio Caccini)
- Margott laborez
- Fantasia
- Pavana
- Le Rossignuol, (Lasso set by)
- Galliardo
- Fantasia

### Thomas Morley

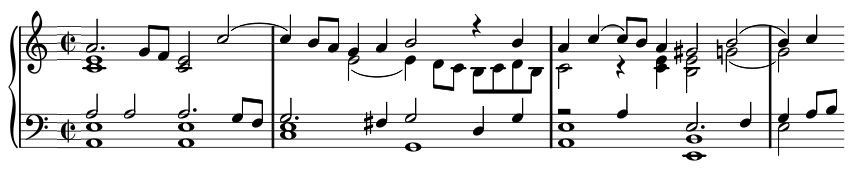
Incipit della Pavana di Thomas Morley, inserita come n. 153 della raccolta

- Goe from My Window
- Nancie
- Fantasia
- Alman
- La Volta (Set by William Byrd)
- Pavana
- Galiarda

### William Byrd
- Fantasia
- John come kisse me now
- Praeludium
- Fantasia
- Passamezzo Pavana
- Galliardas Passamezzo

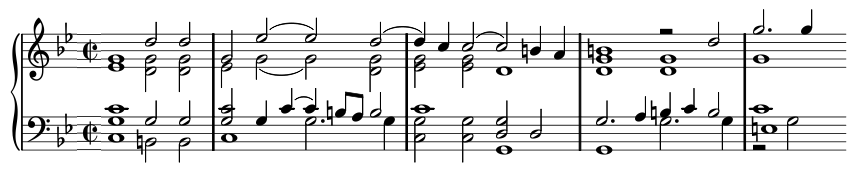
Incipit di una delle pavane di William Byrd, inserita come n. 167 della raccolta

- The Carmans Whistle (Presente anche in My Ladye Nevells Booke)
- The Huntes Upp
- Treg[ian's] Grownde
- Monsieurs Alman
- Variatio

- Alman

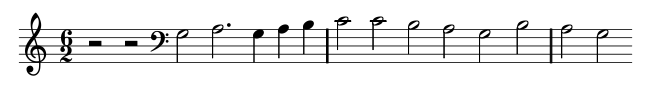
Il tema di "The Maydens Song" di William Byrd, inserita come n.126 della raccolta

- Sellengers Rownde (Presente anche in My Ladye Nevells Booke)
- Fortune
- O Mistris Myne
- Will Yow Walke the Woods soe Wylde (Presente anche in My Ladye Nevells Booke)
- Have With Yow to Walsingham (Presente anche in My Ladye Nevells Booke)
- The Bells
- Pavana, Bray
- Galiarda
- Pavana, Ph. Tr.
- Galiarda
- Praeludium to the Fancie
- Ut, Re, Mi, Fa, Sol, La (Presente anche in My Ladye Nevells Booke)
- Ut, Re, Mi
- Fantasia

- All in a Garden Grine

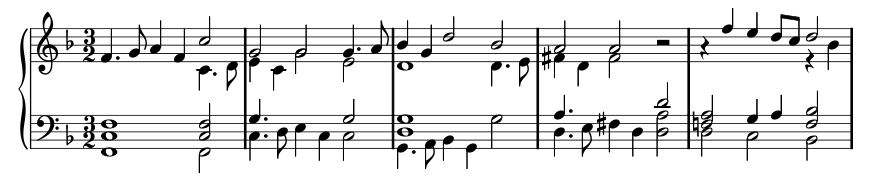
Il tema di una galliarda di William Byrd, inserita come n. 94 della raccolta

- Pavana Lachrymae (By Thomas Tallis, set by William Byrd)
- The Maydens Songe
- The Quadran Pavian
- Galiarde to the Quadran Pavian
- Malt's come downe (attribuzione dubbia)
- La Volta
- Alman
- Wolsey's Wylde
- Callino Casturame
- La Volta (T. Morley set by William Byrd)
- Rowland
- The Goste
- Alman

- Galliard
- Pavana
- Galiarda
- Pavana
- Galiarda
- The Queene's Alman
- A Medley
- Pavana
- Galliarda
- Miserere in three partes
- Miserere in fore partes
- A Gigg
- Sir John Grayes Galliarde
- Gipsies Rownde
- Coranto
- Pavana
- Galiarda
- Pavana
- Galiarda
- Pavana
- Pavana Fant[asia]
- Galiarda
- The Erle of Oxfordes Marche
- Fantasia
- Pavana, Canon
- Pescodd Tyme

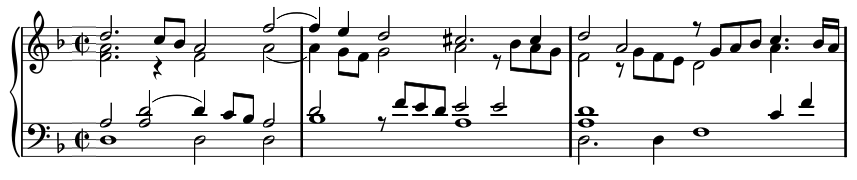
Rielaborazione della "Pavana Lachrymae" di John Dowland da parte di William Byrd, inserita come n. 121 della raccolta

- Pavana deligte (Edward Johnson, set by William Byrd)
- Galiarda (Edward Johnson, set by William Byrd)
- Ladye Montegles Pavan.

### Gli altri pezzi

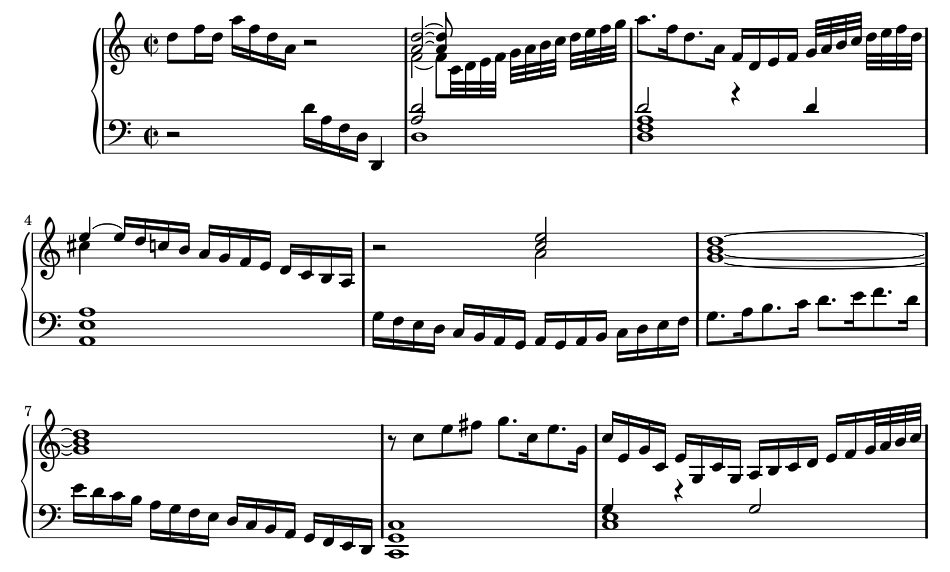
Incipit della Toccata di Giovanni Picchi, inserita come n. 95 della raccolta

- The Woods so Wilde - Orlando Gibbons
- Praeludium - Thomas Oldfield
- In Nomine - William Blitheman (vedi John Blitheman)
- Fantasia - Nicholas Strogers
- Alman - Nicholas Strogers
- Toccata - Giovanni Picchi
- Praeludium, Toccata - Jan Pieterszoon Sweelinck
- Pavana - Thomas Warrock
- Galiarda - Thomas Warrock
- Praeludium- Galeazzo
- Heavene and Erthe - Fre - Francis Tregian
- Felix namque 1 - Thomas Tallis
- Felix namque 2 - Thomas Tallis
- Ut, Re, Mi, Fa, Sol, La a 4 voci - Jan Pieterzoon Sweelinck
- Pavana Lachrymae - John Dowland (set by William Byrd)
- Galiarda - James Harding (set by William Byrd)
- Pavana - Thomas Tomkins
- A Grownde - Thomas Tomkins
- Barafostus' Dreame - Thomas Tomkins
- The Hunting Galliard - Thomas Tomkins
- In Nomine - John Parsons
- Psalme - Jan Pieterzoon Sweelinck
- Nobodyes Gigge - Richard Farnaby
- Pipers Pavan - Martin Peerson
- Allemanda - Marchant
- Fayne would I Wedd - Richard Farnaby
- Worster Braules - Thomas Tomkins
- Almand - William Tisdall
- Pavana Chromatica - William Tisdall
- Fantasia - Jan Pieterzoon Sweelinck
- Pavana, Clement Cotton - William Tisdall
- Pavana - William Tisdall
- Alman - Hooper
- Corranto - Hooper
- Johnsons Medley - Edward Johnson
- A Galiarde Grownde - William Inglot
- The Leaves bee greene - William Inglot
- Galiarda - Jehan Oystermayre
- The Primerose - Martin Peerson
- The Fall of the Leafe - Martin Peerson
- Pavana Delight - Edward Johnson (set by William Byrd)
- Lachrymae Pavan - John Dowland (set by Giles Farnaby)
- Pavana - Orlando Gibbons
- Galiarda - William Tisdall
- Hanskin - Richard Farnaby